# Parafia Świętego Krzyża w Bieganowie
Parafia Świętego Krzyża w Bieganowie jest jedną z 8 parafii leżących w granicach dekanatu wrzesińskiego II. Erygowana przed 1424 roku.
W latach 1918-1925 posługę duszpasterską w parafii pełnił ks. Jan Nepomucen Chrzan, błogosławiony Kościoła katolickiego.

## Dokumenty
Księgi metrykalne: 
- ochrzczonych od 1793 roku
- małżeństw od 1795 roku
- zmarłych od 1795 roku